# Aplastodiscus sibilatus
Aplastodiscus sibilatus är en groddjursart som först beskrevs av Cruz, Pimenta och Débora Leite Silvano 2003.  Aplastodiscus sibilatus ingår i släktet Aplastodiscus och familjen lövgrodor. IUCN kategoriserar arten globalt som otillräckligt studerad. Inga underarter finns listade i Catalogue of Life.